# Odila Camargo
Odila Fernandes de Camargo -referida también como Odila Camargo- (Porto Feliz, 11 de noviembre de 1950) es una ex-jugadora brasileña de baloncesto y profesora de educación física que ocupaba la posición de pívot.
Fue seleccionada del conjunto femenino de baloncesto de Brasil con el que alcanzó la medalla de oro en los Juegos Panamericanos de 1971 en Cali; además, fue vencedora del Campeonato Sudamericano de Baloncesto femenino adulto de Chile 1968, Ecuador 1970, Perú 1972 y Bolivia 1974.
Por otro lado, participó del equipo que alcanzó la medalla de bronce en el Campeonato Mundial de Baloncesto Femenino de 1971 realizado en Brasil.